# Bitwa o Bolonię
Bitwa o Bolonię (operacja Buckland) – jedna z ostatnich bitew stoczonych przez wojska alianckie na froncie włoskim w 1945 roku.

## Zamiar działania dowódcy 15 GA
Na froncie włoskim, po zwycięstwach w operacji jesienno-zimowej 1944 roku, 15 Grupa Armii przeszła do obrony na południe od Bolonii. Wiosną 1945 roku dowódca 15 GA gen. Clark zamierzał wznowić operacje i stosując „manewr kleszczowy” odciąć siły niemieckie od przepraw przez Pad i zniszczyć je w Dolinie Lombardzkiej. Brytyjska 8 Armia miała uderzyć z rejonu Rawenny na Ferrarę i Modenę, a amerykańska 5 Armia – prowadzić natarcie z rejonu na południe od Bolonii w kierunku północnym i wyjść w dolinę Padu. Główne uderzenie na kierunku działania 8 Armii wykonywały 2 Korpus Polski i brytyjski V Korpus. Miały one przełamać obronę niemiecką nad rzeką Senio, zdobyć przyczółki za Santerno, a następnie rozwijać natarcie: V Korpus na Argentę, 2 KP na Mordano i Castel San Pietro.

## Działania 2 Korpusu Polskiego
Do marca 1945 roku 2 Korpus Polski prowadził walki pozycyjne. Oddziały obsadzały obronę nad rzeką Senio, prowadziły rozpoznanie przeciwnika i pojedynki ogniowe artylerii.
Dowódca 8 Armii gen. Mac Creery przydzielił 2 Korpusowi następujące jednostki brytyjskie:
- 43 Zmotoryzowana Brygada „Gurkha” (trzy bataliony piechoty)
- 7 Brygada Pancerna (dwa pułki czołgów typu „Churchill” i jeden pułk czołgów typu „Sherman”)
- część 25 Brygady Saperów Szturmowych – dowództwo, 51 pułk czołgów i trzy szwadrony specjalne, jeden wyposażony w czołgi z miotaczem płomieni typu „Krokodyl”, drugi w czołgi-niszczyciele min typu „Flail” oraz trzeci w czołgi-mosty typu „Ark”
- dwa pułki artylerii: (15 Fletd R.A. samobieżny i 78, Med. R.A. ciężki)
- 14/20 pułk huzarów (w tym dywizjon pojazdów opancerzonych typu „Kangur” zdolny do przewożenia jednego batalionu piechoty)
- jeden szwadron zapasowy 27 pułku ułanów (lancers)
- jednostki włoskie: batalion piechoty (Brygada „Maiella”)

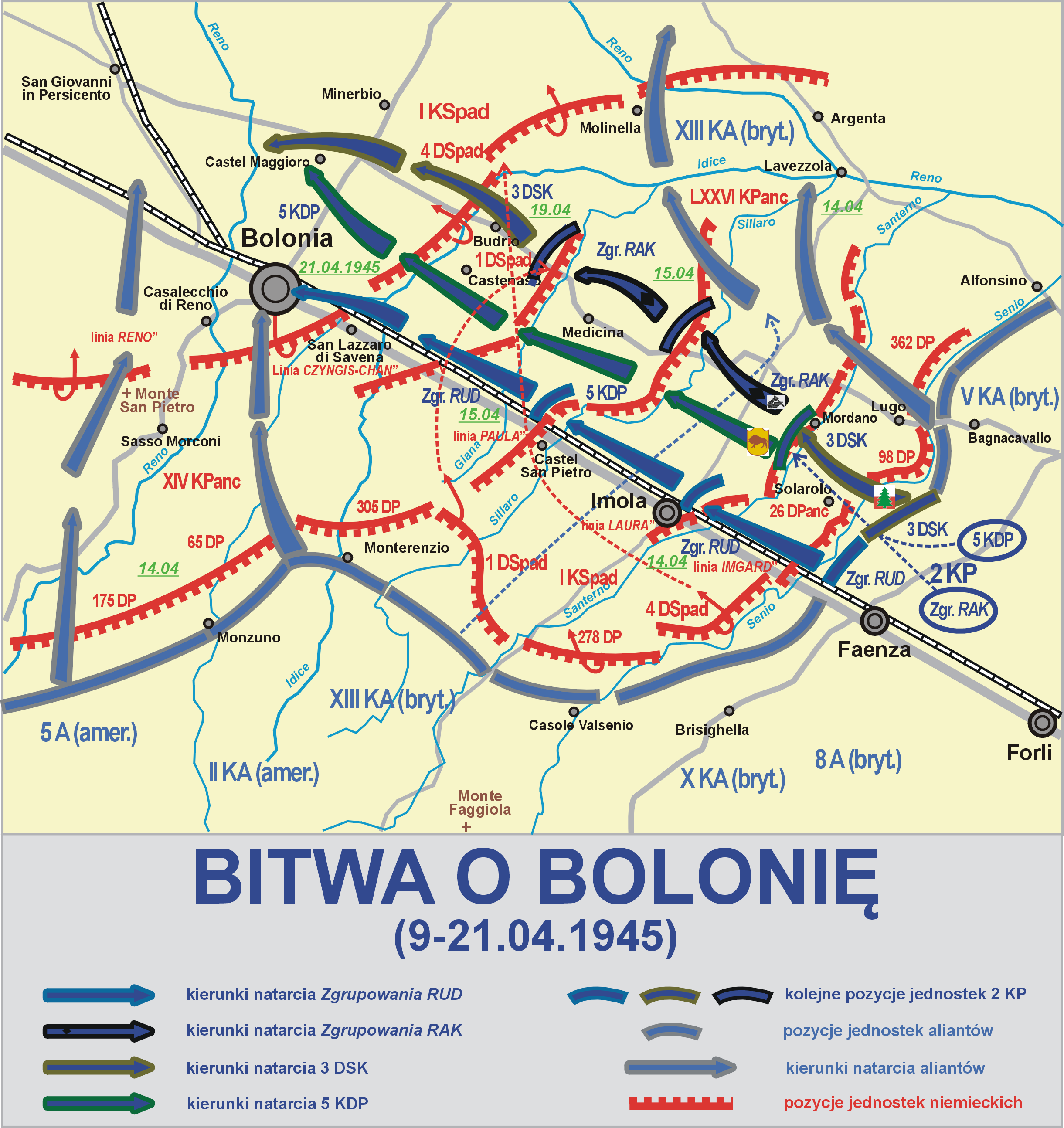
Schemat bitwy o Bolonię

W marcu korpus, działający w ramach brytyjskiej 8 Armii, otrzymał zadanie sforsowania Senio na północ od Faenzy i nacierania na głównym kierunku uderzenia armii. We współdziałaniu z dywizją nowozelandzką Polacy mieli rozwinąć natarcie, przeciąć drogi odwrotu na kierunku Ferrara – Bolonia, po czym odciąć Bolonię od niemieckich sił głównych manewrem oskrzydlającym z północy. Dowódca korpusu postanowił forsować Senio siłami 3 Dywizji Strzelców Karpackich, rozwinąć wyłom uderzeniem 5 Kresowej Dywizji Piechoty i dalej, przy wsparciu 2 Brygady Pancernej, opanować rejon na północ od Bolonii.
9 kwietnia 1945, po kilkugodzinnym ogniowym przygotowaniu natarcia, 3 Dywizja Strzelców Karpackich rozpoczęła forsowanie Senio. Jedna z fal własnych bombowców omyłkowo położyła dywan na oddziały dywizji. Zginęło 34, a rannych zostało 188 żołnierzy. Mimo to dywizja kontynuowała forsowanie, przełamała niemiecką obronę nad Senio, a następnie nad rzeką Santerno. Rozwijając natarcie, Polacy forsowali liczne w tym rejonie przeszkody wodne i zdobywali miejscowości zawczasu przygotowane do obrony.
Sukcesy oddziałów polskich i brytyjskich walczących w ramach 8 Armii od wschodu i amerykańskiej 5 Armii od południa zmusiły Niemców do odwrotu. 2 Korpus przeszedł do działań pościgowych.
Na kierunku pomocniczym działało zgrupowanie „Rud” pod dowództwem płk. Klemensa Rudnickiego. W jego składzie walczyły 3 Brygada Strzelców Karpackich i 4 Wołyńska Brygada Piechoty. Prowadząc pościg po szosie Nr 9, zgrupowanie odcięło niemieckie pozycje rozmieszczone w górach i 17 kwietnia zdobyło Castel San Pietro. 20 kwietnia oddziały korpusu sforsowały rzeki Gaiana i Idice. 21 kwietnia o 6:05 9 Batalion Strzelców Karpackich wkroczył jako pierwszy do Bolonii i zawiesił nad miastem polską flagę.

### Działanie zgrupowania RUD w pierwszej fazie bitwy
6 kwietnia wchodzące w skład zgrupowania RUD nowo sformowane 3 Brygada Strzelców Karpackich i 4 Wołyńska Brygada Piechoty zluzowały oddziały 3 DSK i 5 KDP i przejęły obronę całego pasa obrony 2 Korpusu. Pod ich osłoną przegrupowano wojska i utworzono zgrupowania uderzeniowe. Z chwilą podejścia na podstawy wyjściowe do natarcia oddziałów głównego zgrupowania przełamującego (wzmocniona 3 DSK), pas obrony RUD zmniejszony został o odcinek przełamania dywizji.
Zgrupowanie uderzeniowe „Rud” w składzie 3 BSK, 4 WBP, 7 pak, 5 pal, brytyjski pal, szwadron czołgów i kompania saperów działało w tej fazie bitwy na pomocniczym kierunku. Osią działania była droga nr 9: Imola – Bolonia. Taktyka jego działania polegała początkowo na pozorowaniu natarcia. Wieczorem 9 kwietnia, 3 BSK wykonała kilka wypadów siłami kompanii. 10 kwietnia dowódca zgrupowania oddał do dyspozycji dowódcy 3 BSK swój 10 batalion. 11 kwietnia przeszły do natarcia bataliony 4 WBP wspierane ogniem 7 pułku artylerii konnej. Styczność bojową osiągnęły 12 kwietnia nad rzeką Santewrno w rejonie Castelnuovo. Wieczorem, współdziałając z wykonującymi główne uderzenie oddziałami 3 DSK zaatakowała linie obronne przeciwnika na rzekach Saatemo i Sanguinara. W tym samym czasie 3 Brygada Strzelców Karpackich, wykonując manewr obejścia od południa, zajęła Castel Bolognese. 13 kwietnia zgrupowanie „Rud” wyszło nad kanał di Molira i dotarło do wschodniego skraju Imoli. Dowódca zgrupowania postanowił zdobyć miasto manewrem oskrzydlającym od północy z kierunku Il Ponte Santa. Manewr wykonywała 4 Wołyńska Brygada Piechoty, a 3 BSK wiązała przeciwnika od czoła.
W godzinach popołudniowych 14 kwietnia 4 WBSK wzmocniona brytyjskim pcz z 7 BPanc, uderzyła z rejonu na południe od Chiusura. Przeciwnik nie stawiał większego oporu. Wieczorem zdobyto Il Ponte Sarito. Wykorzystując manewr 4 Brygady, 3 BSK zajęła Imolię.

### Zabezpieczenie medyczne natarcia
W pierwszej fazie działania zabezpieczenie medyczne 2 Korpusu realizowane było w oparciu o rozwinięte w rejonie Forli Centrum Szpitalne: 3 i 5 polowe szpitale ewakuacyjne. W tym systemie pierwszą pomoc chirurgiczną miało zapewnić wysunięte Centrum Chirurgiczne.
Główną arterią komunikacyjną była droga nr 9. Ranni, poprzez Szpital Wojenny w Miramare di Romagna trafiali do Centrum Szpitalnego w rejonie Forli oraz do 161 Szpitala Wojennego w Ankonie.
W okresie od 17 do 21 kwietnia zorganizowano w rejonie Faenzy wysunięte Centrum Chirurgiczne, które następnie przesunięto do Bagnara di Romagna.

## Epilog

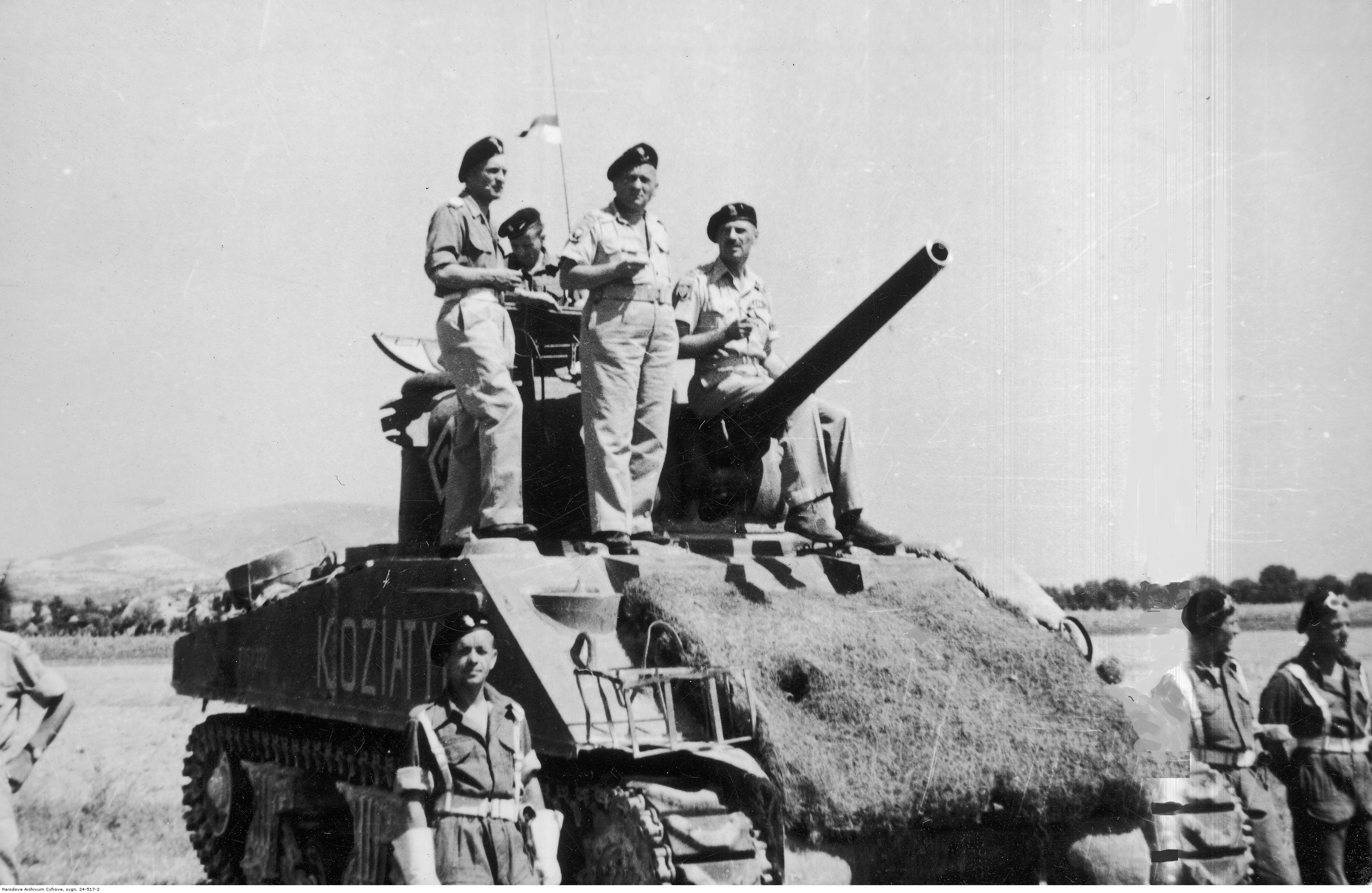
Żołnierze 2 Korpusu Polskiego po bitwie o Bolonię – generałowie Władysław Anders (1. z prawej) i Bronisław Rakowski (2. z prawej) na wieży czołgu M4 Sherman

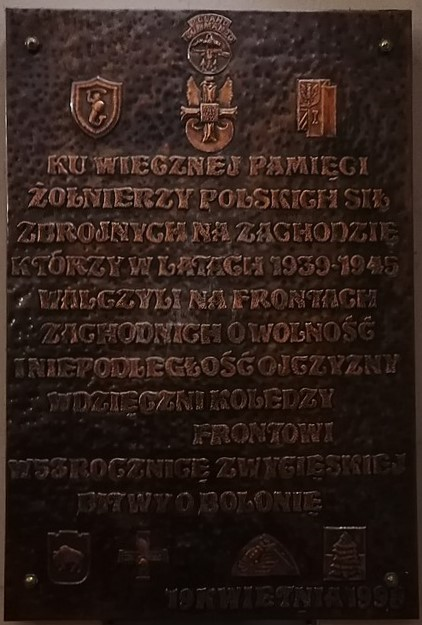
Tablica w bazylice panewnickiej w Katowicach

Wyzwolenie Bolonii miało duże znaczenie dla ostatecznej klęski Niemiec na froncie włoskim. Oddziały 2 Korpusu Polskiego wkroczyły do miasta witane owacyjnie przez ludność. Z rozkazu dowódcy 8 Armii Polacy pozostali w tym rejonie, nie biorąc już udziału w dalszym pościgu. 9 batalion strzelców karpackich uzyskał miano „bolońskiego”, a 17 dowódców otrzymało honorowe obywatelstwo miasta. Senat Bolonii wręczył żołnierzom polskim 215 specjalnie wybitych pamiątkowych medali z napisem „Al liberatori che primi entrarono in Bologna 21 Aprile 1945 – per benem erenza”.
Straty polskie poniesione w bitwie bolońskiej wyniosły 600 rannych oraz 300 poległych żołnierzy. Inne źródła podają 234 poległych i 1228 rannych. Witold Biegański podaje: straty podane przez kwatermistrzostwo 2 KP: poległych – 170 oficerów i 210 szeregowych; rannych – 87 oficerów i 1121 szeregowych; razem 258 oficerów i 1338 szeregowych. Dane późniejsze: łącznie 1489, w tym 249 poległych, 1219 rannych i 12 zaginionych. Według Gustawa Łowczowskiego: 234 zabitych (w tym 17 oficerów), 1228 rannych (w tym 88 oficerów) i 7 zaginionych.
Walki o Bolonię zostały upamiętnione na Grobie Nieznanego Żołnierza w Warszawie, napisem na jednej z tablic po 1990 r. – „BOLONIA 9 – 21 IV 1945”. W 53. rocznicę bitwy tablica ją upamiętniająca została odsłonięta w bazylice panewnickiej w Katowicach.